# Závadka nad Hronom
Závadka nad Hronom es un municipio del distrito de Brezno en la región de Banská Bystrica, Eslovaquia, con una población estimada a final del año 2024 de 2099 habitantes.
Se encuentra ubicado al noreste de la región, cerca del curso alto del río Hron —un afluente izquierdo del Danubio— y de la frontera con las regiones de Žilina y Prešov.

## Demografía
| Año        | 1994 | 2004    | 2014    | 2024     |
| ---------- | ---- | ------- | ------- | -------- |
| Población  | 2600 | 2468    | 2420    | 2099     |
| Diferencia |      | −5,07 % | −1,94 % | −13,26 % |

| Año        | 2023 | 2024    |
| ---------- | ---- | ------- |
| Población  | 2103 | 2099    |
| Diferencia |      | −0,19 % |